# Thalpomena deserta
Thalpomena deserta is een rechtvleugelig insect uit de familie veldsprinkhanen (Acrididae). De wetenschappelijke naam van deze soort is voor het eerst geldig gepubliceerd in 1949 door Vitaly Michailovitsh Dirsh.